# Robert Wiene
Robert Wiene, född 27 april 1873 i Breslau i dåvarande Kejsardömet Tyskland, död 17 juli 1938 i Paris i Frankrike, var en tysk regissör, manusförfattare och filmproducent. Han regisserade bland annat Doktor Caligaris kabinett (1920) och skrev manus till filmerna Furcht (1918) och Der Rosenkavalier (1926).

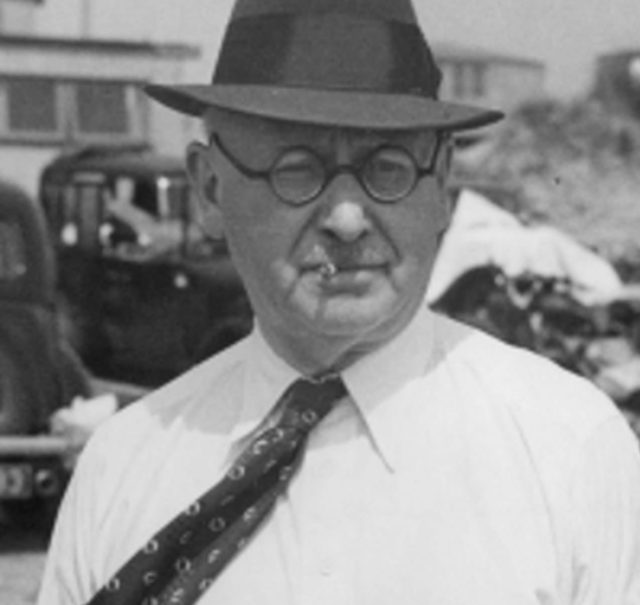
Robert Wiene ca 1930.

## Filmografi

### Som regissör
- Ultimatum (1938)
- Eine Nacht in Venedig (1934)
- Polizeiakte 909 (1934)
- Panik in Chicago (1931)
- Hennes privatsekreterare (1930)
- Hans andra jag (1930)
- Le procureur Hallers (1930)
- Äventyrerskan (1928)
- Hett blod (1927)
- Drottningen av Moulin Rouge (1926)
- Der Rosenkavalier (1926)
- Orlacs Hände (1925)
- Raskolnikov(1923)
- Konungarnas konung (1923)
- Die Rache einer Frau (1921)
- Die Nacht der Königin Isabella (1920)
- Genuine (1920)
- Doktor Caligaris kabinett (1920)
- Den blyga violen (1917)
- Fru Eva (1916)
- Det vandrande ljuset (1916)
- Rövarebruden (1916)
- Den ståndaktige Benjamin (1916)
- Lehmanns Brautfahrt (1916)
- Drottningens sekreterare (1916)
- Der Mann im Spiegel (1916)
- Drottningens kärleksbrev (1916)
- Vita rosen eller En kvinnas uppoffring (1915)
- Jag älskar min hustru (1914)

### Som producent
- Der Rosenkavalier (1926)
- Raskolnikov (1923)
- Konungarnas konung (1923)
- Doktor Caligari (1920)
- Luise Rohrbachs äktenskap (1917)
- Fru Eva (1916)
- Bandet som brast (1916)
- Drottningens sekreterare (1916)
- Der Mann im Spiegel (1916)
- Drottningens kärleksbrev (1916)
- Dollarprinsessans paraply (1915)
- Stackars Maria (1914)